# Rudolf Zschweigert
Rudolf Zschweigert (* 30. Oktober 1873 in Plauen; † 1947 in Hof an der Saale) war ein deutscher Textilunternehmer und Erfinder.

## Leben
Rudolf Zschweigert stammte aus einer wohlhabenden Plauener Familie. In seiner Kindheit wohnte er in Jocketa in unmittelbarer Nachbarschaft seines Schulfreundes Max Philipp Geipel (1871–1925), welcher später Bergdirektor wurde und während seiner beruflichen Laufbahn eine bedeutende Mineraliensammlung zusammentrug. Aufgrund dieser Bekanntschaft konnte Zschweigert, der sich selbst auch für Mineralien interessierte, 1925 den größten Teil von Geipels Sammlung erwerben. Zu seinen Lebensleistungen gehört der Aufbau einer bedeutenden Mineralien- und Meteoritensammlung, später Teil des Museums Reich der Kristalle, dem heutigen Museum Mineralogia München.
Zschweigert legte 1893 die Reifeprüfung am Realgymnasium Zwickau ab und besuchte die Höhere Webereischule in Chemnitz. Danach war er zunächst als Textilhändler und Textilingenieur tätig. 1899 eröffnete er eine erste eigene Fabrik. Von 1914 bis 1918 hielt er sich beruflich in der Schweiz auf. Nach seiner Rückkehr gründete er 1921 in Hof an der Saale die Textilfabrik Weberei Zschweigert, welche bis in die 1960er Jahre existierte. Er verfügte über reichhaltige Erfahrungen über den Bau mechanischer Geräte und hielt mehr als zwei Dutzend in- und ausländische Patente, hauptsächlich zur Fertigungstechnik. Eine seiner Erfindungen befasst sich mit einem kryptografischen Gerät. Seine Maschine zum Herstellen chiffrierter Schriftstücke ähnelt einer durch Lochkarten gesteuerten frühen Webmaschine und wurde im Jahr 1919 zum Patent angemeldet.
Zschweigert engagierte sich auch in der Kommunalpolitik und war in den 1930er Jahren Mitglied des Stadtrats von Hof.
Rudolf Zschweigert war mit Gertrud (1891–1982) verheiratet. Er starb kurz nach dem Zweiten Weltkrieg.